# Spirorbis turnoviensis
Spirorbis turnoviensis är en ringmaskart som beskrevs av Ziegler 1984. Spirorbis turnoviensis ingår i släktet Spirorbis och familjen Serpulidae. Inga underarter finns listade i Catalogue of Life.